# Ara Minasjan
Ara Minasjan (ur. 14 kwietnia 1974) – ormiański szachista, arcymistrz od 2004 roku.

## Kariera szachowa
W latach 1990–1992 trzykrotnie startował w finałach mistrzostw Związku Radzieckiego juniorów do 18 i 20 lat. Od 1994 r. wielokrotnie uczestniczył w finałach indywidualnych mistrzostw Armenii (najlepszy wynik: Erywań 2000 – V miejsce). W 1994 r. podzielił III m. w Kstowie (za m.in. Walerijem Łoginowem), natomiast w 1996 r. – w Decinie (za Eduardem Meduną i Rusłanem Szczerbakowem), w obu przypadkach w turniejach otwartych. Normy arcymistrzowskie wypełnił w Krasnodarze (1998 – jeden z eliminacyjnych turniejów Pucharu Rosji) oraz dwukrotnie w Batumi (2002 – mistrzostwa Europy oraz 2003 – mistrzostwa BSCA, Black Sea Chess Association), natomiast tytuł otrzymał w 2004 r., po spełnieniu warunku rankingowego.
W 2003 r. zajął II m. (za Ehsanem Ghaemem Maghamim) w kołowym turnieju Saipa GM w Teheranie, natomiast w 2009 r. podzielił III m. (za Rinatem Dżumabajewem i Arturem Czibuchczjanem, wspólnie z Tamazem Gelaszwilim) w Giumri.
Najwyższy ranking w karierze osiągnął 1 lipca 2004 r., z wynikiem 2524 punktów zajmował wówczas 11. miejsce wśród ormiańskich szachistów.